# Pivdenmach
L’Association de production Usine de construction de machines du sud nommée d'après Aleksandr M. Makarov (en), PA Pivdenmach ou PA Ioujmach (respectivement abréviations ukrainienne et russe ; ou encore PA Yuzhmash (transcription anglophone du russe), en ukrainien : Виробниче Об'єднання Південний Машинобудівний Завод імені А.М. Макарова,  en russe : Производственное Объединение Южный Машиностроительный Завод имени А.М. Макарова), est un constructeur aérospatial national ukrainien. Il produit des satellites, des lanceurs, des fusées à ergols liquides, des trains d'atterrissage, des pièces moulées, des pièces forgées, tracteurs, outils et produits industriels. La société a son siège à Dnipro et relève de l'Agence spatiale nationale d'Ukraine. Elle travaille avec des partenaires aérospatiaux internationaux dans 23 pays.

## Historique
La société a été créée le 21 juillet 1944 en tant qu'usine automobile, l'Usine automobile de Dnepropetrovsk (uk) (DAZ). En 1951, l'usine a été reconvertie pour la production en série de missiles R-1, R-2 et R-5 développés par Sergei Korolev.

### Le temps des missiles

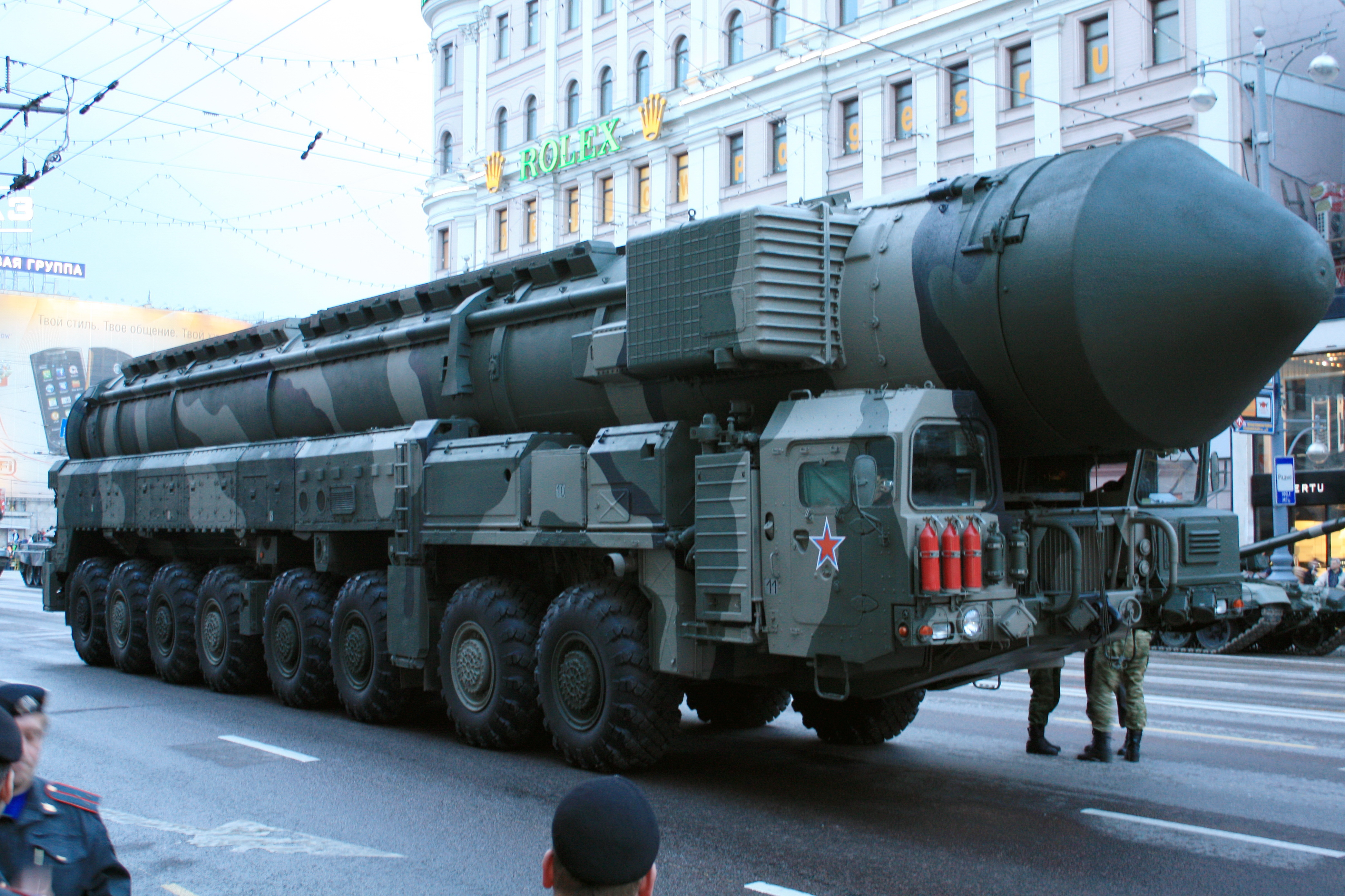
Un tracteur-érecteur-lanceur de Topol-M au cours des répétitions du défilé du Jour de la Victoire 2010.

Ioujmach formait à l'origine en Union soviétique l'« usine 586 ». En 1954, Mikhaïl Yanguel créa le bureau d'études indépendant OKB-586 à partir du département Recherche et développement de l'usine 586. Il était précédemment directeur du centre de recherches OKB-1 (aujourd'hui RKK Energiya) de NII-88 (Institut de recherches scientifiques no 88, actuellement TsNIIMash) et se posait en partisan des propergols liquides hypergoliques (contrairement à Sergueï Korolev de l’OKB-1, qui privilégiait les missiles à ergols cryogéniques). Mikhaïl Yanguel avait reçu l'autorisation du Politburo de créer son propre bureau d'études pour poursuivre la recherche sur les missiles balistiques à propergols liquides stockables : c'est ainsi qu’en 1966 l'OKB-586 devint le « Bureau d'Études Sud » ou Ioujnoïe, tandis que l'usine no 586 était rebaptisée « Ateliers Mécaniques Sud », vouée à la conception et à la fabrication de missiles balistiques. Par la suite, l'usine sera rebaptisée Union d'Assemblage Sud, ou Ioujmach.
Parmi les missiles produits à Ioujmach, il y eut le premier missile nucléaire soviétique R-5M (SS-3 « Chuster »), le R-12 Dvina (SS-4 « Sandal »), le R-14 Tchoussovaïa (SS-5 « Skean »), le R-16 (SS-7 « Saddler », premier missile balistique intercontinental largement déployé), le R-36 (SS-9  « Scarp »), le MR-UR-100 Sotka (SS-17 « Spanker »), et le R-36M (SS-18 « Satan »). À l'apogée du complexe militaro-industriel soviétique, l'usine pouvait produire jusqu'à 120 missiles intercontinentaux par an. À la fin des années 1980, Ioujmach fut sélectionnée comme le principal centre de fabrication des missiles intercontinentaux RT-2PM2 Topol-M (SS-27 « Sickle B »).

### La Perestroïka et la reconversion

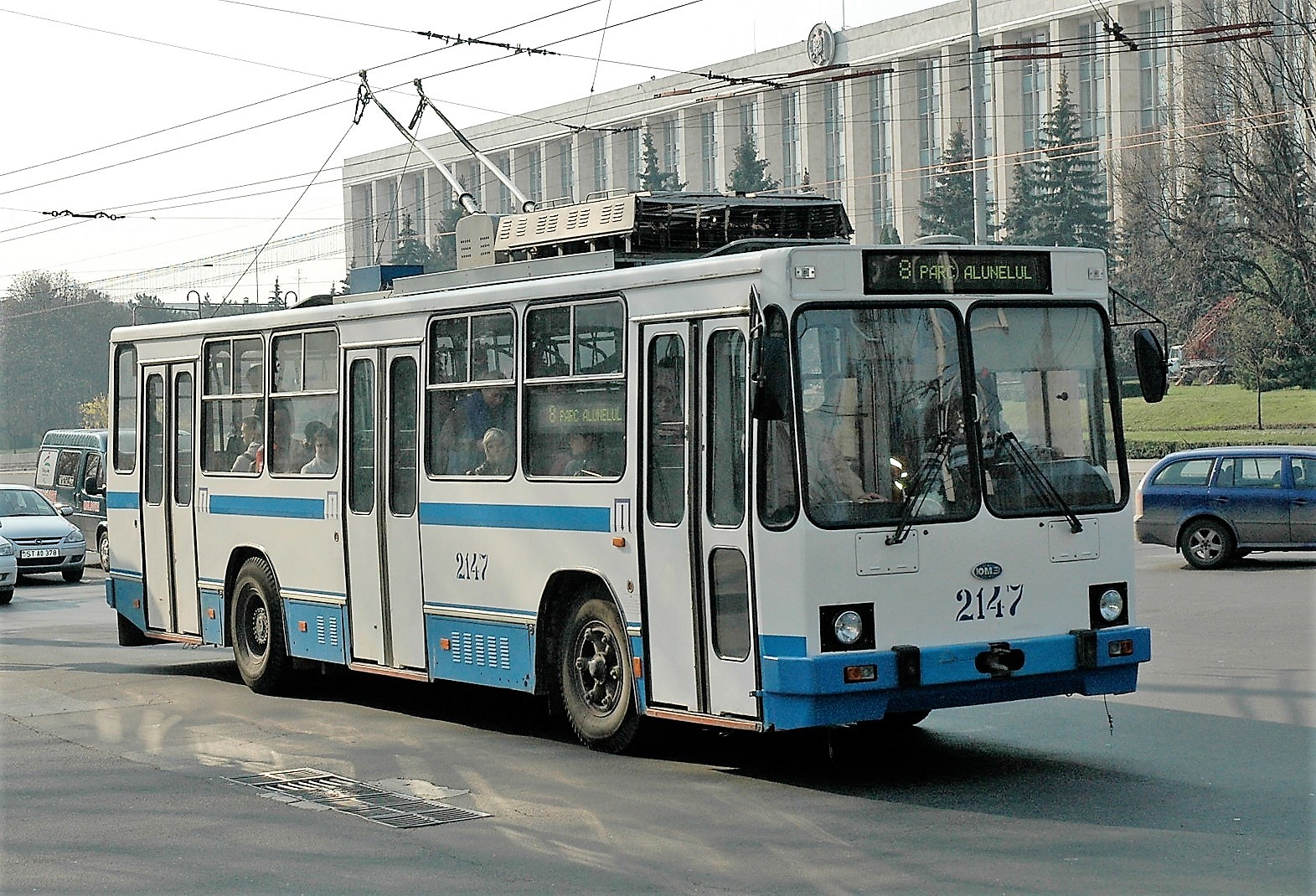
Un trolley YuMZ (ЮМЗ) T2 à Chișinău, construit à la fin des années 1990

Au début de la perestroïka, il y eut un effondrement brutal de la demande militaire : aussi Ioujmach élargit-elle sa gamme de produits aux machines de l'industrie civile : en 1992, ce furent d'abord les trolleybus, avec le modèle YuMZ T1 articulé (1992–1998) et sa contrepartie rigide, le YuMZ T2. En 2010, l'usine continuait de produire le T2 aux côtés du YuMZ E-186 (de), plus moderne, à plancher bas.

### Au sein du groupe industriel Ioujmach

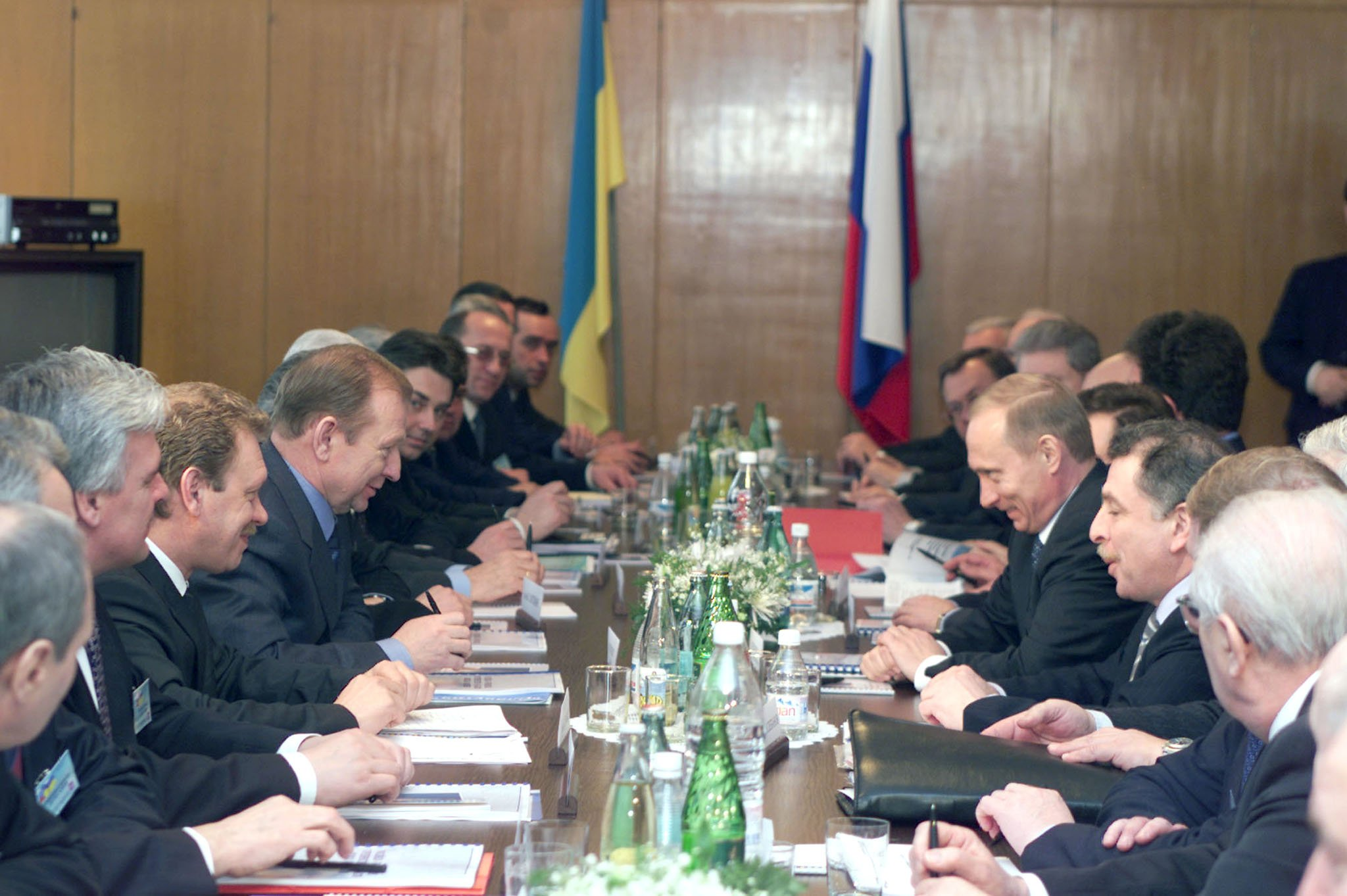
Vladimir Poutine à Ioujmach, au cours d'une visite officielle en Ukraine (2001).

Outre les Usines Sud de Dnipropetrovsk, Ioujmach possède les Ateliers de Mécanique de Pavlohrad (uk) (PMZ, à Pavlohrad), spécialisés dans les missiles à propergols solides. L’importance du groupe Ioujmach n'est pas sans rapport avec l'ascension politique de son ancien directeur (de 1986 à 1992), Leonid Koutchma, embauché comme ingénieur en 1975 et qui fut le directeur-général des Ateliers du Sud jusqu'en 1992. Celui-ci devient par la suite Premier ministre de l'Ukraine puis président de l'Ukraine de 1994 à 2005.

### Ère post-crise ukrainienne
La crise ukrainienne de 2014 et la dégradation des relations entre la Russie et l'Ukraine ont des conséquences sur l'entreprise.
En février 2015, après une année de relations tendues, la Russie a annoncé qu'elle mettrait fin à son « programme conjoint avec l'Ukraine pour lancer des fusées Dnepr [version civile du R-36] et [n'était] plus intéressée par l'achat de lanceurs ukrainiens Zenit, aggravant les problèmes du programme spatial [ukrainien] et mettant en difficulté l'usine Ioujmach ». Comme la Russie est le principal client et fournit des composants clé, trois tirs seulement sont réalisés par ces deux lanceurs depuis 2015, situation  qui assèche le carnet de commande de l'entreprise.
Avec la perte du marché russe, certains[Qui ?] pensaient que le seul espoir pour la société était une augmentation des affaires internationales, ce qui semblait peu probable dans les délais impartis[Lesquels ?]. La faillite semblait certaine en février 2015, mais a été évitée.

#### Accusation de vente de technologies à la Corée du Nord
Le 14 août 2017, un article du New York Times suggère que les moteurs des missiles nord-coréens Hwasong 12, à portée intermédiaire, et Hwasong-14 (en), un ICBM, étaient fabriqués par Ioujmach et exportés illégalement en Corée du Nord. Cet article est basé sur une étude de Michael Elleman qui dément et précise cette assertion le jour même. L'étude a en fait conclu que les progrès rapides de la Corée du Nord dans le domaine des fusées sont dus aux importations de technologie, et étant donné que le moteur-fusée à carburant liquide de la Corée du Nord est basé sur des moteurs soviétiques RD-250 développés par l'entreprise russe NPO Energomach et lourdement modifiés pour les missiles nord-coréens Hwasong-12 et Hwasong-14, ces importations provenaient très probablement de l'espace post-soviétique. Mariana Budjeryn, chercheuse au Belfer Center, de la John F. Kennedy School of Government de l'université Harvard, et Andrew Zhalko-Tytarenko, ancien vice-président de SpacePort, dans un article pour le Atlantic Council nient l'implication de la société ukrainienne dans le programme de missiles nord-coréen. Le président ukrainien Petro Porochenko a ouvert une enquête sur la fourniture éventuelle de moteurs-fusées à la Corée du Nord : convaincu qu'il s'agit d'une infox, il espère en retrouver les auteurs, accusés de vouloir saboter le rapprochement entre l'Ukraine et l'Occident.

## Produits
Ioujmach est connue pour ses produits de l'industrie militaire et spatiale, et a valu à la ville de Dnipro le surnom de « Rocket City ».

### Missiles
La société était le principal producteur de missiles pour les programmes soviétiques d'ICBM et d'exploration spatiale.
- R-5M, le premier missile nucléaire armé de l'Union soviétique
- R-12 Dvina, missile balistique à moyenne portée
- R-14 Chusovaya, missile balistique à moyenne portée
- R-16, le premier ICBM largement déployé de l'Union soviétique
- R-36, le plus gros ICBM jamais développé
- RT-20P, le premier ICBM mobile (non déployé)
- R-36orb, le premier ICBM à ogive orbitale (non déployé)
- R-36M, famille d'ICBM (reconvertie en lanceurs civils Dnepr)
- MR-UR-100 Sotka, famille d'ICBM
- 15A11, missile du système Perimetr
- RT-23 Molodets, famille d'ICBM
- Hrim-2, système mobile de missile balistique à courte portée

### Lanceurs
- Cosmos, famille de lanceurs dérivés des missiles R-12 puis R-14
- Dnepr, dérivé du R-36M
- Tsiklon, famille de lanceurs dérivés R-36/8K67
  - Tsiklon-2
  - Tsiklon-3
  - Tsiklon-4
  - Cyclone-4M
- Zenit
- Boosters d'Energia (premier étage de Zenit)
- Premier étage des lanceurs américains Antares série 100, 200

### Moteurs-fusées
- RD-843

### Système de contrôle automatique nucléaire
- Perimeter

### Véhicules

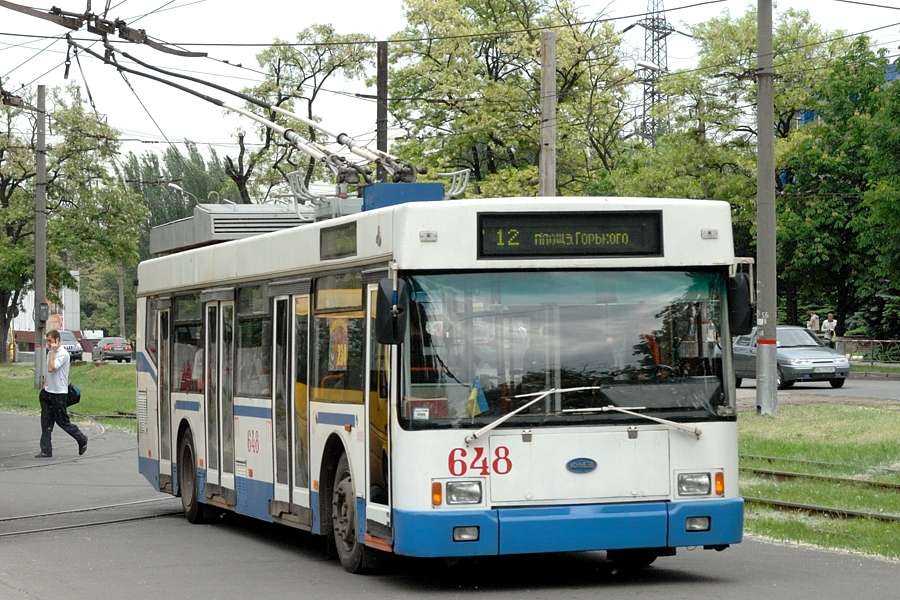
YuMZ E186

#### Trolleybus
- YuMZ T1 (1992–2008)
- YuMZ T2 (1993–2008)
- YuMZ-T2.09 (uk) (1998–2007)
- YuMZ E-186 (de) (2005–2006)
- Dnipro E187 (uk)
- Dnipro T103 (uk)
- Dnipro T203 (uk)

#### Tracteurs
- YuMZ 2 (1954–1958)
- YuMZ 5 (1957–1962)
- YuMZ 6 (uk) (1971–2001)
- YuMZ 8040 (uk)
- YuMZ 8244 (uk)
- YuMZ 8080 (uk)
- YuMZ 8085
- YuMZ 8285
- YuMZ 10254